# Overcome (álbum de Alexandra Burke)
Overcome é o álbum de estreia da cantora e compositora inglesa Alexandra Burke, que venceu a quinta temporada do The X Factor, um programa de televisão no qual diversos concorrentes competem por um contrato discográfico. Como parte do seu prémio de vencedora, a artista assinou um contrato com a editora Syco e lançou uma versão cover do tema "Hallelujah" como o seu single de estreia. Com 105 mil unidades comercializadas em apenas um dia, esta canção quebrou o recorde de vendas na Europa para esse período, tornando-se mais tarde no single mais vendido de 2008 no Reino Unido. Pouco tempo após isto começou a produção e gravação do seu álbum de estreia, com Simon Cowell, produtor executivo do disco e um dos diretores da Syco, adiando o lançamento original de modo a permitir a Burke mais tempo para aperfeiçoar a sua técnica. Uma vasta gama de produtores estabelecidos contribuíram para Overcome, inclusive o norte-americano Ne-Yo, com quem a artista gravou um dueto, o duo norueguês StarGate, que concebeu três temas, e o marroquino RedOne, por quem a cantora expressou o maior agrado em colaborar.
Overcome foi finalmente lançado a 16 de Outubro de 2009, alcançando sucesso comercial instantâneo em ambos Reino Unido e Escócia, países no qual estreou no topo das tabelas musicais. O disco alcançou sucesso moderado em outros territórios da Europa, particularmente na Irlanda, onde atingiu um pico dentro das cinco melhores posições. A resposta por parte dos críticos especialistas em música contemporânea foi igualmente favorável, com o desempenho vocal de Burke e estilo musical em algumas canções sendo comparados a trabalhos lançados por Rihanna, Jordin Sparks, Amy Winehouse e Beyoncé, esta última uma das maiores inspirações de Burke, a quem Burke fez menção nos agradecimentos do álbum. Não obstante, alguns analistas musicais repreenderam o facto do álbum parecer, por vezes, ser um lançamento formulado para alcançar sucesso. Em 2022, foi reportado que o álbum já havia vendido mais de um milhão de cópias no mundo. De modo a comemorar, foi distribuída uma versão em disco de vinil.
De modo a promover Overcome, cinco singles adicionais foram lançados: "Bad Boys" (2009; com participação de Flo Rida), "Broken Heels" (2010), "All Night Long" (2010; com participação de Pitbull), "Start Without You" (2010), e uma versão encurtada de "The Silence" (2010). Estes dois últimos singles foram lançados de modo a promover a edição deluxe do disco, lançada a 3 de Dezembro de 2010, com o primeiro dos dois se tornado no terceiro número um da artista no Reino Unido. A 18 de Janeiro de 2010, Burke iniciou uma digressão promocionasr europeia em Bruxelas, Bélgica.

## Antecedentes

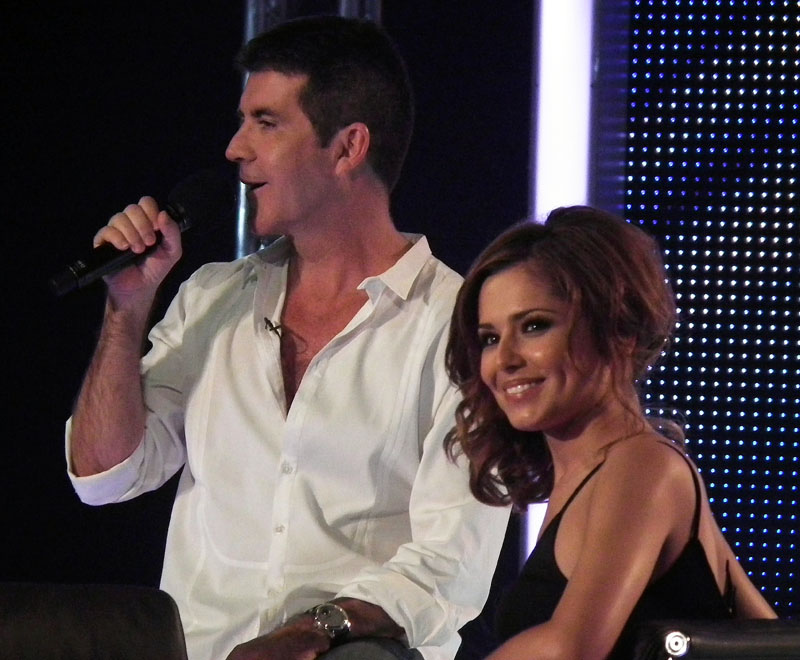
Burke competiu no The X Factor sob mentoria de Cheryl Cole (direita) e, ao vencer o programa, assinou um contrato discográfico na editora de Simon Cowell (esquerda).

Em 2005, Burke participou nas audições para a segunda temporada do The X Factor, eventualmente vencida por Shayne Ward. Conseguiu chegar ao grupo final de sete concorrentes na categoria 16—24 do mentor Louis Walsh, ficando assim entre os 21 melhores da competição. No entanto, Walsh não a escolheu para o seu grupo final de quatro, por considerá-la demais jovem. Apesar disso, Burke não desistiu e dedicou-se a ter aulas de canto profissionais nos três anos seguintes. A segunda tentativa de Burke para vencer o The X Factor ocorreu em 2008. Desta vez, integrando a categoria feminina, foi orientada por Cheryl Cole, que a selecionou para as finais – uma série de dez espetáculos ao vivo na qual os concorrentes são progressivamente eliminados de acordo com votos do público geral. Burke conseguiu evitar as eliminações semanais e chegou à final com o adolescente norte-irlandês Eoghan Quigg, conhecido por sua participação no programa, e o grupo JLS, um quarteto masculino britânico formado durante a mesma temporada. Os três finalistas tiveram de interpretar três canções, inclusive um dueto com um artista musical estabelecido. Burke escolheu cantar "Listen" (2007) com Beyoncé, uma experiência descrita por si como a concretização de um sonho. Após a eliminação de Quigg, Burke cantou "Hallelujah" pela primeira vez. Finalmente, com mais de oito milhões de votos totais, a jovem foi anunciada como a vencedora do The X Factor 2008, com 58% dos votos na final.
Uma versão cover — uma nova gravação de uma canção já existente — da original gravada e composta por Leonard Cohen, "Hallelujah" foi imediatamente divulgado como o single de estreia de Burke. A canção liderou a tabela de canções do Reino Unido durante a semana de Natal, movendo 576 mil unidades digitais em apenas uma semana, quebrando assim o recorde de venda digital mais rápida na Europa. "Hallelujah" manteve-se no número um por três semanas e recebeu o certificado de disco de platina naquele país, tendo sido o tema mais vendido do ano, com um milhão de cópias comercializadas, apesar de ter estado à venda por apenas duas semanas. Durante este período, houve também uma campanha para levar a versão original de Jeff ao topo da tabela na semana de Natal, de forma a impedir Burke de liderar a tabela. A campanha foi alimentada pela aversão dos fãs de Buckley ao comercialismo do The X Factor e ao arranjo da versão de Burke, além de um desejo de apresentar a versão de Buckley a um público mais jovem. A própria Burke não ficou impressionada pela escolha da canção. Como vencedora, Burke recebeu um contrato de gravação com a Syco, uma editora co-propriedade da Sony Music Entertainment. O contrato tinha um valor declarado de £1 milhão, dos quais £150 mil eram um adiantamento em dinheiro e o restante destinado a custos de gravação e marketing. Nos Estados Unidos, a cantora assinou um contrato no valor de £3,5 milhões com a editora Epic, abrangendo cinco álbuns.

## Gravação e produção

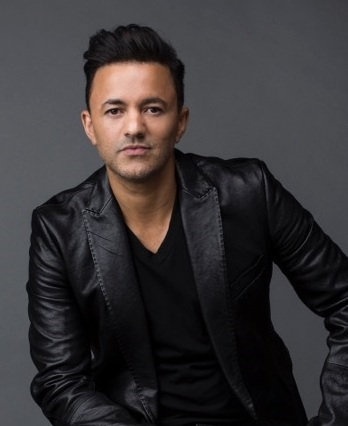
Burke expressou maior apreço por ter trabalhado com RedOne no álbum.

Para o álbum, Burke queria que a sua música fosse "divertida, inspiradora e ousada. Quero que reflita a minha personalidade. Quero que seja marcante e poderosa. Quero que seja enérgica e divertida. Quando gravo as baladas, quero chorar. E se eu passar por uma montanha-russa de emoções ao gravar este álbum, quero que o ouvinte passe pelo mesmo ao ouvi-lo." A cantora demonstrou entusiasmo pela oportunidade de mostrar a sua personalidade e garantir que o projeto refletisse o seu verdadeiro ser, apesar de não ter composto as músicas. Segundo a MTV, os produtores Pharrell Williams e Akon foram contactados para trabalhar no álbum. A página web de Burke confirmou que RedOne havia produzido uma seleção de canções para Burke, incluindo uma intitulada "Broken Heels", a primeira música gravada para Overcome. Na verdade, RedOne concordou originalmente em trabalhar com Burke antes dela vencer o The X Factor, e a cantora declarou ter adorado a experiência de trabalho com ele, afirmando: "Devo dizer que o Red foi quem basicamente revelou a minha personalidade primeiro. Então, tudo o resto se encaixou como um quebra-cabeças. [...] Ele já tinha músicas prontas para mim, certo? E então eu entrei e ele me conheceu e disse, ‘deita fora todas as músicas que acabámos de te preparar, vamos começar do zero, porque não és a pessoa que eu pensava que serias. Assim, escreveu de acordo com a minha personalidade." RedOne co-escreveu "The Silence", uma das faixas favoritas de Burke, cujo conteúdo lírico foi inspirado na relação da sua tia com o namorado. Enquanto esteve nos Estados Unidos, Burke também trabalhou com Jim Jonsin, Stargate, Sam Watters, Louis Biancaniello, Rico Love. A faixa-título, co-escrita pelos três últimos, é uma balada poderosa sobre conhecer "o total" e ser arrebatado. A equipa de produção norueguesa Element anunciou que havia produzido duas canções para Burke, porém, apenas o pastiche Motown "Bury Me (6 Feet Under)" foi inclusa na versão padrão de Overcome, enquanto "Dangerous" foi lançada como o lado B de "Bad Boys" e inclusa no lançamento japonês do álbum. Segundo Burke, ela gravou tantas canções para o álbum que daria para preencher quatro álbuns, tendo chegado a abordar o produtor executivo Simon Cowell acerca da possibilidade de lançar um álbum duplo, um pedido negado por ele.
Em Julho de 2009, duas músicas intituladas "Overcome" e "Perfect" surgiram na internet, acreditando-se terem sido respectivamente produzidas por The Stereotypes e The Runaways. Pouco tempo depois, Cowell confirmou que as canções eram demos roubadas por hackers. Uma investigação criminal apoiada pela Federação Internacional da Indústria Fonográfica (IFPI) foi lançada, mas após um segundo ataque por hackers, através do qual obtiveram quatorze gravações inéditas de Burke e 26 de Leona Lewis no final de Março de 2010, Cowell contactou a Agência Federal de Investigação (FBI) para rastrear os responsáveis. Entre os trabalhos roubados, havia uma nova versão de "All Night Long" com o rapper norte-americano Pitbull, que na altura havia sido selecionada para ser lançada como o terceiro single da cantora. Segundo Burke, as músicas foram vazadas por "dois adolescentes na Alemanha que estavam a fazer um estágio" na Syco.
"O álbum é muito 'eu'. É muito a minha personalidade. É profundo. Quando entrava no estúdio todos os dias, levava o meu diário — guardo um desde os nove anos [...] Qualquer coisa que fiz há seis meses ou talvez pelo que passei no dia anterior, eu lia alto e escreviamos a partir disso. Portanto, as músicas são muito profundas e verdadeiras para mim e naquilo no que acredito. Porque eu sou muito 'na tua cara' e barulhenta, as músicas animadas são assim. Quando cantei as baladas, chorei a gravá-las. As músicas são muito emocionantes para mim e espero que as pessoas se possam identificar com elas."

— Burke comentando acerca da sonoridade do álbum para o jornal Daily Record.
Além de trabalhar com produtores norte-americanos, Burke também colaborou com os artistas britânicos Taio Cruz, conhecido por suas canções pop dançantes, e Steve Booker, produtor e compositor de sucesso. Com este último, concebeu a faixa "You Broke My Heart", co-composta com Niara Scarlett e Pixie Lott. "You Broke My Heart" foi uma de várias músicas submetidas por Lott para o álbum, e ela ficou "nas nuvens" ao tomar conhecimento que uma das suas músicas havia entrado no álbum. Cowell pediu-lhe para escrever o tema para Burke, e Lott gravou também uma demo para que Burke pudesse aprender com a sua voz. "Nothing But the Girl" foi escrita pelo duo britânico Chase & Status durante um dos vários campos de escrita intensos nos Estados Unidos no qual participaram, liderados por Stargate. O duo ficou surpreso pela canção, originalmente destinada a Lupe Fiasco, depois Rihanna e depois Ne-Yo, ter acabado com Burke, visto que eles jamais acharam que o tema seria "um grande single ou algo do género." Burke também gravou faixas com o duo britânico The Freemasons, mas não foram inclusas no álbum. Após visitar Burke no estúdio, Beyoncé, uma das maiores estrelas pop mundiais, abordou a possibilidade de um dueto e convidou-a a juntar-se a ela na segunda parte europeia da I Am... World Tour.

## Lançamento e divulgação

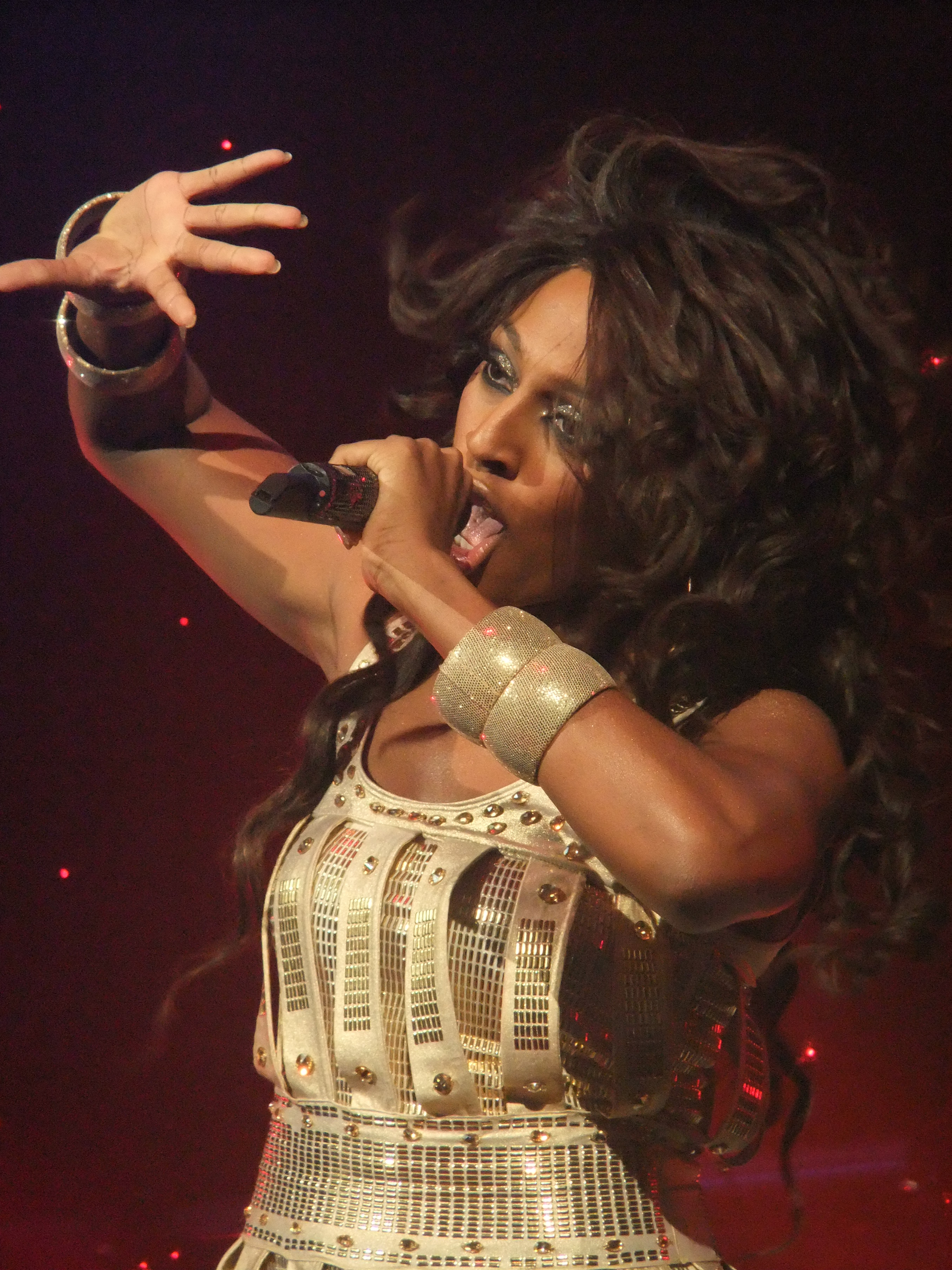
A cantora no concerto da All Night Long Tour em Bristol, 25 de Janeiro de 2011.

O lançamento de Overcome estava originalmente agendado para Março de 2009, no entanto, Cowell adiou a data para o final do ano para permitir a Burke melhorar as suas capacidades e encontrar as músicas certas para o álbum, para que não fosse apressado. O álbum foi finalmente lançado a 16 de Outubro de 2009 na Irlanda e três dias depois no Reino Unido, sob distribuição da Syco Music. No Canadá, o álbum chegou ao público a 2 de Novembro, desta vez sob distribuição da Sony Music Entertainment, que ficou encarregue da distribuição no resto da Europa ao longo de Fevereiro de 2010, assim como no Japão a 26 de Maio e na Austrália a 4 de Junho.
Burke ajudou a lançar o canal de música britânico Viva, no qual interpretou "Bad Boys", "They Don't Know" e "Hallelujah" ao vivo. Acompanhada pelo grupo norte-americano The Black Eyed Peas, a cantora fez também um concerto pequeno no evento BBC Switch Live, no qual cantou "Bad Boys" e "Hallelujah". Uma digressão promocional europeia iniciou em Bruxelas a 18 de Janeiro de 2010 e passou por Amesterdão, Copenhaga, Estocolmo, Berlim, Viena, Zurique, Milão e Paris. Além de interpretar canções do álbum, a artista visitou estações de rádio e fez diversas aparições em programas de televisão. Burke embarcou na digressão britânica All Night Long Tour a 14 de Janeiro de 2011, em apoio a Overcome. Parade, Carrie Mac e Olly Murs, todos artistas emergentes na altura, foram anunciados como artistas de suporte. O alinhamento de faixas da digressão foi composto por músicas de Overcome, bem como versões cover de "Closer" (2008) de Ne-Yo, "Survivor"/"Bootylicious"/"Independent Women" de Destiny's Child e "Listen" de Beyoncé.
Quatro singles foram lançados de Overcome: "Hallelujah" (2008), "Bad Boys" (2009), "Broken Heels" (2009) e "All Night Long" (2010). Estas duas últimas canções receberam novas versões para o seu lançamento como single, com a última recebendo vocais adicionais de Pitbull. Inicialmente, um lançamento norte-americano de Overcome foi também planeado, com Burke expressando desejo de fazer alterações no álbum para tal. "Idealmente, quero apenas apresentar algumas ideias à editora e ver o que acontece. Não acho que vamos mudar muito para o mercado americano, pois os vídeos definitivamente ficarão os mesmos," afirmou a cantora em entrevista ao jornal britânico Daily Star. Todavia, tal lançamento jamais ocorreu; ao invés disso, uma edição deluxe foi distribuída na Europa a partir de 29 de Novembro de 2010, com quatro novas canções: "Start Without You" (com participação de Laza Morgan), "Perfect", "What Happens on the Dancefloor" (com participação de Cobra Starship) e "Before the Rain". Para promover esta edição, "Start Without You" (2010) e uma nova versão de "The Silence" (2010) foram lançadas como singles, com o primeiro tornando-se no terceiro da artista a liderar a tabela de canções do Reino Unido. O vídeo musical de "The Silence" havia sido filmado em Março de 2010 pois o lançamento da canção como um single tinha originalmente sido planeado para antes "All Night Long". A edição deluxe continou a ser divulgada no continente pela Sony Music Entertainment, sendo lançada nos Países Baixos, Alemanha e Irlanda a 3 de Dezembro de 2010, e três dias depois na Polónia e Reino Unido.
Uma edição em disco de vinil foi lançada em 2020.

## Recepção crítica
| Críticas profissionais | Críticas profissionais |
| Avaliações da crítica  | Avaliações da crítica  |
| Fonte                  | Avaliação              |
| ---------------------- | ---------------------- |
| AllMusic               | [ 55 ]                 |
| BBC                    | [ 56 ]                 |
| Digital Spy            | [ 57 ]                 |
| Financial Times        | [ 58 ]                 |
| RTÉ                    | [ 59 ]                 |
| Virgin Media           | [ 60 ]                 |
| The Guardian           | [ 61 ]                 |
| The Times              | [ 62 ]                 |
| Yahoo! Music           | [ 63 ]                 |

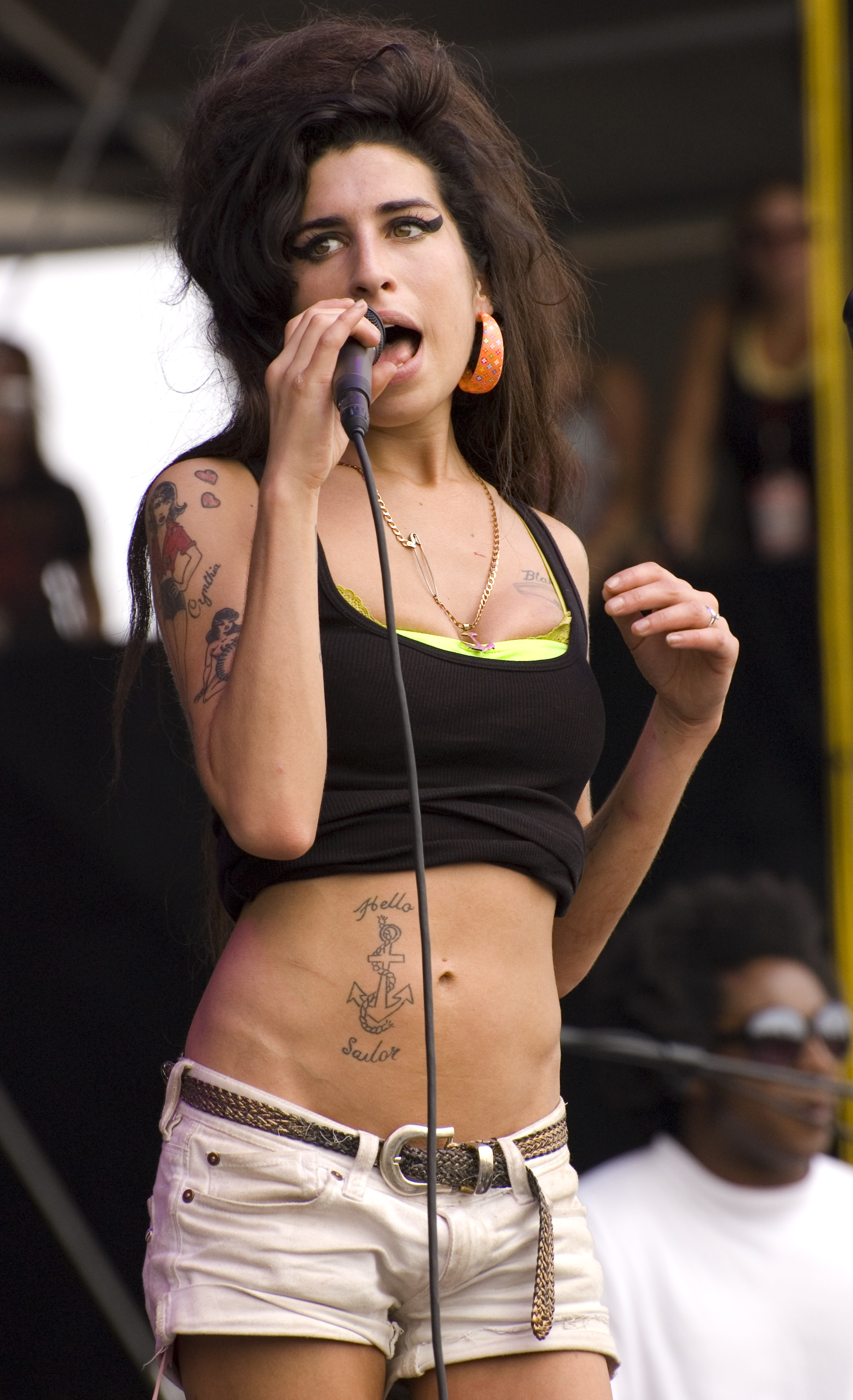
O desempenho vocal de Burke em Overcome foi comparado ao estilo musical de Amy Winehouse.

No geral, Overcome foi recebido com opiniões positivas pelos críticos especialistas em música contemporânea. Avaliando o álbum com quatro estrelas de um máximo de cinco na sua resenha para o jornal The Times, Alex Hardy aclamou a performance vocal impecável de Burke nas baladas, mas viu-as como "apenas preenchimentos entre faixas disco de ficção científica e colaborações atrevidas e vigorosas que na maior parte se assemelham muito a [trabalhos de] Christina Aguilera ou Lady Gaga." Hardy destacou a abordagem única de Burke, que se distancia das comparações com Leona Lewis, e elogiou o charme swing de "Bury Me", semelhante ao estilo de Amy Winehouse. Porém, embora tenha considerado o álbum "empolgante" na sua análise para o portal Yahoo! Music, Tom Howard sentiu que a tentativa de emular Winehouse não foi bem sucedida. Escrevendo uma opinião para a BBC, o crítico Al Fox descreveu o álbum como "revestido de personalidade" e elogiou a sua relevância, modernidade e acessibilidade, mencionando que, apesar da forte influência do R&B, Burke evita acrobacias vocais excessivas e usa sua poderosa voz com moderação. Segundo Nick Levine, no seu comentário para o portal britânico Digital Spy, Overcome é "o melhor álbum do X Factor até agora." Ele vangloriou as colaborações e a produção, afirmando que Burke causa uma ótima primeira impressão com um álbum de estreia impressionante. Não obstante, sentiu que "You Broke My Heart" e "Bury Me (6 Feet Under)" parecem ser uma forma de minimizar riscos, mas têm refrões bastante bons.
O comentador Matthew Chisling concordou com este último aspecto de Levine na sua apreciação ao portal AllMusic, acrescentando que títulos como "Dumb" e "Nothing But the Girl" se limitam a aprimorar o pop eletrónico sem qualquer tipo de inovação. Não obstante, sentiu que Overcome brilha com perfeição, embora, por vezes, a produção excessiva o faça parecer um pouco genérico. Comentou ainda que embora o lançamento de "Hallelujah" tenha criado comparações com Leona Lewis, enquanto Lewis seguiu um caminho mais refinado e parecido com Céline Dion, Burke optou por um estilo mais ousado e autêntico num álbum marcado por um charme vocal e uma personalidade que faltam em Lewis. "Burke, com seu estilo robusto e carismático, se posiciona como uma artista relevante no mercado pop, oferecendo uma alternativa vibrante às estrelas pop atuais. Overcome é um álbum que, apesar de algumas falhas, apresenta uma vocalista com verdadeiro potencial para o sucesso mainstream." De acordo com o colunista Ludovic Hunter-Tilney no seu julgamento para a revista Financial Times, Burke usa o álbum para demonstrar a sua poderosa vocalização ao alternar entre ritmos de dança e baladas épicas, destacando a faixa-título como um exemplo impressionante de grandiosidade. "'You Broke My Heart', com seu estilo retro-soul, coloca Burke na mesma tradição vocal exuberante de Beyoncé, a quem ela presta homenagem nas notas do álbum." A coluna News Round do portal CBBC, escreveu que "o álbum é sólido e divertido," e Burke tem uma voz impressionante que se destaca em faixas lentas e rápidas, mas "Goodnight Good Morning" é decepcionante e "Nothing But the Girl" parece existir apenas para preencher espaço. Sam Brighton, do News24, sentiu que o conforto e atitude de Burke brilham mais em faixas dançantes e elogiou "You Broke My Heart" por destacar a sua capacidade vocal.
A colunista Alexis Petridis observou "Broken Heels" como um "produto espetacularmente polido" na sua análise para o portal The Guardian. Ela mostrou apreço pelas baladas do disco, comentando que "baladas raramente são o ponto alto de qualquer álbum pop-soul, mas pelo menos aqui vêm equipadas com batidas estrondosas pós-'Umbrella para distrair-lhe do rio de baboseiras líricas — tu me elevas, já me magoei tantas vezes antes, vale a pena lutar por algumas coisas, e assim por diante." Petridis atribuiu ao álbum três estrelas de um máximo de cinco, apontando "Bury Me" e "You Broke My Heart" como pastiches da Motown que parecem um pouco cobardes e óbvios na sua busca pelo mercado Duffy." Hugh Montgomery, outro analista do The Guardian, descreveu o álbum como "uma estreia sólida em ferro fundido" e fez comparações com trabalhos da artista barbadiana Rihanna, vangloriando ainda a "equipa excelente de produtores." Todavia, criticou a falta de personalidade no álbum. Apesar de sentir que Burke demonstra potencial suficiente para se manter relevante na indústria musical por mais de dois anos na sua dissertação para o portal Raidió Teilifís Éireann (RTÉ), o intérprete Harry Guerin criticou Overcome pelo excesso de fórmula, com músicas que soam produzidas de forma padrão e genéricas, achando que quando a produção é mais simples, como em "Bury Me" e "You Broke My Heart", a artista mostra o seu verdadeiro potencial. Todavia, elogiou o uso de cordas e piano em "They Don't Know" por revelas a alma da artista, que até então tinha ficado ofuscada pela produção excessiva. Em uma análise menos positiva para o portal Virgin Media, o crítico Ian Gittins lamentou o facto de apesar de ser um "exemplo polido e atual de R&B moderno" por uma cantora tecnicamente competente, Overcome infelizmente carece de alma. O jornalista Simon Price teve uma opinião semelhante, acusando Cowell de moldar Burke à imagem de Lewis e criticando a falta de originalidade no álbum, na sua resenha para o The Independent. "... Burke é uma artista que, em condições normais, não teria destaque fora do circuito de sessões de gravação e trabalho como vocalista de apoio. Contudo, a fórmula repetitiva de Cowell a mantém no centro das atenções."
Overcome recebeu uma nomeação para Melhor Álbum na cerimónia de prémios de música urbana de 2010. Porém, foi Against all Odds de N-Dubz que venceu.

## Alinhamento de faixas
Overcome apresenta uma variedade de faixas que foram lançadas em diferentes versões e edições. A versão padrão inclui colaborações com artistas como Flo Rida e Ne-Yo, enquanto as edições internacionais e digitais oferecem faixas adicionais, como "Dangerous" e uma versão de "All Night Long" com participação de Pitbull. Além disso, edições especiais, como a versão japonesa e a edição limitada britânica, incluem conteúdo bónus, como gravações ao vivo de performances no The X Factor e remixes.
| Alinhamento de faixas de Overcome |                                                       |                                                                                               |                                           |         |  |
| N.º                               | Título                                                | Compositor(es)                                                                                | Produtor(es)                              | Duração |  |
| 1.                                | "Bad Boys" (com participação de Flo Rida)             | Melvin K. Watson Jr. Larry Summerville Jr. Busbee Lauren Evans Alexander James Tramar Dillard | The Phantom Boyz                          | 3:26    |  |
| 2.                                | "Good Night Good Morning" (com participação de Ne-Yo) | Shaffer Smith Mikkel S. Eriksen Tor Erik Hermansen                                            | StarGate Ne-Yo [A]                        | 3:37    |  |
| 3.                                | "The Silence"                                         | Nadir Khayat Bilal Hajji Savan Kotecha                                                        | RedOne                                    | 4:01    |  |
| 4.                                | "All Night Long"                                      | Richard Butler Jr. James Scheffer Sam Watters Louis Biancaniello                              | Biancaniello Watters Jim Jonsin Rico Love | 4:23    |  |
| 5.                                | "Bury Me (6 Feet Under"                               | Hitesh Ceon Kim Ofstad Andrea Martin Hermansen                                                | Element                                   | 3:33    |  |
| 6.                                | "Broken Heels"                                        | Khayat Hajji Kotecha                                                                          | RedOne                                    | 4:09    |  |
| 7.                                | "Dumb"                                                | Khayat Hajji Kotecha Martin Kierszenbaum                                                      | RedOne                                    | 3:22    |  |
| 8.                                | "Overcome"                                            | Bulter Jr. Biancaniello Watters Wayne Wilkins                                                 | Wayne Wilkins Biancaniello Watters        | 3:53    |  |
| 9.                                | "Gotta Go"                                            | Aeon Manahan Herbie Crichlow Kotecha Wilkins                                                  | Wilkins Step [A]                          | 4:00    |  |
| 10.                               | "You Broke My Heart"                                  | Steve Booker Niara Scarlett Victoria Lott                                                     | Booker                                    | 3:37    |  |
| 11.                               | "Nothing But the Girl"                                | Smith Eriksen Hermansen Will Kennard Saul Milton                                              | StarGate Ne-Yo [A] Chase & Status [A]     | 3:37    |  |
| 12.                               | "They Don't Know"                                     | Brian Kennedy Seals James Fauntleroy II                                                       | Brian Kennedy                             | 3:13    |  |
| 13.                               | "Hallelujah" (faixa bónus)                            | Leonard Cohen                                                                                 | Quiz & Larossi                            | 3:37    |  |
| Duração total:                    | Duração total:                                        | Duração total:                                                                                | Duração total:                            | 48:28   |  |

| iTunes Store — Faixa bónus |                |                         |                    |         |  |
| N.º                        | Título         | Compositor(es)          | Produtor(es)       | Duração |  |
| 14.                        | "It's Over"    | Smith Eriksen Hermansen | StarGate Ne-Yo [A] | 3:53    |  |
| Duração total:             | Duração total: | Duração total:          | Duração total:     | 52:21   |  |

| Internacional — Faixa bónus digital |                                                |                                      |                                  |         |  |
| N.º                                 | Título                                         | Compositor(es)                       | Produtor(es)                     | Duração |  |
| 15.                                 | "All Night Long" (com participação de Pitbull) | Butler Scheffer Watters Biancaniello | Biancaniello Watters Jonsin Love | 3:48    |  |
| Duração total:                      | Duração total:                                 | Duração total:                       | Duração total:                   | 55:30   |  |

| Japão — Faixas bónus |                                                |                                      |                                  |         |  |
| N.º                  | Título                                         | Compositor(es)                       | Produtor(es)                     | Duração |  |
| 14.                  | "All Night Long" (com participação de Pitbull) | Butler Scheffer Watters Biancaniello | Biancaniello Watters Jonsin Love | 3:48    |  |
| 15.                  | "Dangerous"                                    | Ceon Ofstad Martin                   | Element                          | 3:14    |  |
| Duração total:       | Duração total:                                 | Duração total:                       | Duração total:                   | 55:30   |  |

| Reino Unido — Disco bónus de distribuição limitada |                                                  |                                                                |                  |         |  |
| N.º                                                | Título                                           | Compositor(es)                                                 | Artista original | Duração |  |
| 1.                                                 | "Listen" (ao vivo no The X Factor)               | Henry Krieger Scott Cutler Anne Preven Beyoncé Knowles         | Beyoncé          | 2:23    |  |
| 2.                                                 | "Toxic" (ao vivo no The X Factor)                | Christian Karlsson Pontus Winnberg Cathy Dennis Henrik Jonback | Britney Spears   | 1:57    |  |
| 3.                                                 | "You Are So Beautiful" (ao vivo no The X Factor) | Billy Preston Bruce Fisher                                     | Joe Cocker       | 2:01    |  |
| 4.                                                 | "Relight My Fire" (ao vivo no The X Factor)      | Dan Hartman                                                    | Hartman          | 2:34    |  |
| 5.                                                 | "Un-Break My Heart" (ao vivo no The X Factor)    | Diane Warren                                                   | Toni Braxton     | 2:06    |  |
| Duração total:                                     | Duração total:                                   | Duração total:                                                 | Duração total:   | 11:01   |  |

### EdiçãoDeluxe
| Disco 1 (CD)   |                                                                       |                                                          |                                       |         |  |
| N.º            | Título                                                                | Compositor(es)                                           | Produtor(es)                          | Duração |  |
| 1.             | "Start Without You" (com participação de Laza Morgan)                 | Khayat Kotecha Julian Bunetta Kristian Lundin            | RedOne                                | 3:33    |  |
| 2.             | "The Silence" (New Single Mix)                                        | Khayat Hajji Kotecha                                     | RedOne                                | 3:36    |  |
| 3.             | "Bad Boy" (com participação de Flo Rida)                              | Watson Jr. Summerville Jr. Busbee Evans James Dillard    | The Phantom Boyz                      | 3:26    |  |
| 4.             | "All Night Long" (com participação de Pitbull)                        | Butler Jr. Scheffer Watters Biancaniello                 | Biancaniello Watters Jonsin Love      | 3:48    |  |
| 5.             | "Perfect"                                                             | Fauntleroy II Peter Hernandez Philip Lawrence Ari Levine | The Smeezingtons                      | 3:17    |  |
| 6.             | "What Happens on the Dancefloor" (com participação de Cobra Starship) | Achraf Janussi Gabe Saporta Khayat Hajji Kotecha         | RedOne                                | 3:07    |  |
| 7.             | "Before the Rain"                                                     | Steve Mac Ina Wroldsen                                   | Mac                                   | 3:33    |  |
| 8.             | "Broken Heels" (Single Mix)                                           | Khayat Hajji Kotecha                                     | RedOne                                | 3:35    |  |
| 9.             | "Good Night Good Morning" (com participação de Ne-Yo)                 | Smith Eriksen Hermansen                                  | StarGate Ne-Yo [A]                    | 3:37    |  |
| 10.            | "Bury Me (6 Feet Under)"                                              | Ceon Ofstad Martin Hermansen                             | Element                               | 3:33    |  |
| 11.            | "Dumb"                                                                | Khayat Hajji Kotecha Kierszenbaum                        | RedOne                                | 3:22    |  |
| 12.            | "Overcome"                                                            | Watters Biancaniello Merritt                             | Biancaniello Watters                  | 3:53    |  |
| 13.            | "Gotta Go"                                                            | Manahan Crichlow Kotecha Wilkins                         | Wilkins Step                          | 4:00    |  |
| 14.            | "You Broke My Heart"                                                  | Booker Scarlett Lott                                     | Booker                                | 3:37    |  |
| 15.            | "Nothing But the Girl"                                                | Smith Eriksen Hermansen Kennard Milton                   | StarGate Ne-Yo [A] Chase & Status [A] | 3:41    |  |
| 16.            | "They Don't Know"                                                     | Seals Fauntleroy II                                      | Kennedy                               | 3:13    |  |
| 17.            | "Hallelujah"                                                          | Cohen                                                    | Quiz & Larossi                        | 3:37    |  |
| Duração total: | Duração total:                                                        | Duração total:                                           | Duração total:                        | 60:28   |  |

| Disco 2 (DVD)  |                                                                       |                        |         |  |
| N.º            | Título                                                                | Director(a)            | Duração |  |
| 1.             | "Hallelujah" (vídeo musical)                                          | Max and Dania          | 3:33    |  |
| 2.             | "Bad Boys" (vídeo musical) (com participação de Flo Rida)             | Bryan Barber           | 3:59    |  |
| 3.             | "Broken Heels" (vídeo musical)                                        | Frank Borin            | 3:38    |  |
| 4.             | "All Night Long" (vídeo musical) (com participação de Pitbull)        | Dale "Rage" Resteghini | 3:54    |  |
| 5.             | "Start Without You" (vídeo musical) (com participação de Laza Morgan) | Max and Dania          | 3:32    |  |
| 6.             | "The Silence" (vídeo musical)                                         | Nzingha Stewart        | 3:36    |  |
| Duração total: | Duração total:                                                        | Duração total:         | 22:12   |  |

| Faixas bónus da edição expandida (2022) |                  |                                          |                                  |         |  |
| N.º                                     | Título           | Compositor(es)                           | Produtor(es)                     | Duração |  |
| 18.                                     | "Dangerous"      | Ceon Ofstad Martin                       | Element                          | 3:14    |  |
| 19.                                     | "It's Over"      | Smith Eriksen Hermansen                  | StarGate Ne-Yo                   | 3:53    |  |
| 20.                                     | "The Silence"    | Khayat Hajji Kotecha                     | RedOne                           | 4:02    |  |
| 21.                                     | "All Night Long" | Butler Jr. Scheffer Watters Biancaniello | Biancaniello Watters Jonsin Love | 4:24    |  |
| 22.                                     | "Broken Heels"   | Khayat Hajji Kotecha                     | RedOne                           | 4:08    |  |

### Edição em disco de vinil
| Lado A |                                                       |                                                       |                                  |         |  |
| N.º    | Título                                                | Compositor(es)                                        | Produtor(es)                     | Duração |  |
| 1.     | "Bad Boys" (com participação de Flo Rida)             | Watson Jr. Summerville Jr. Busbee Evans James Dillard | The Phantom Boyz                 | 3:26    |  |
| 2.     | "All Night Long" (com participação de Pitbull)        | Butler Jr. Scheffer Watters Biancaniello              | Biancaniello Watters Jonsin Love | 3:48    |  |
| 3.     | "Good Night Good Morning" (com participação de Ne-Yo) | Smith Eriksen Hermansen                               | StarGate Ne-Yo [A]               | 3:37    |  |
| 4.     | "The Silence" (New Single Mix)                        | Khayat Hajji Kotecha                                  | RedOne                           | 3:36    |  |

| Lado B |                             |                                                          |                                       |         |  |
| N.º    | Título                      | Compositor(es)                                           | Produtor(es)                          | Duração |  |
| 1.     | "Broken Heels" (Single Mix) | Khayat Hajji Kotecha                                     | RedOne                                | 3:35    |  |
| 2.     | "Nothing But the Girl"      | Smith Eriksen Hermansen Kennard Milton                   | StarGate Ne-Yo [A] Chase & Status [A] | 3:41    |  |
| 3.     | "Dumb"                      | Khayat Hajji Kotecha Kierszenbaum                        | RedOne                                | 3:22    |  |
| 4.     | "Overcome"                  | Watters Biancaniello Merritt                             | Biancaniello Watters                  | 3:53    |  |
| 5.     | "Perfect"                   | Fauntleroy II Peter Hernandez Philip Lawrence Ari Levine | The Smeezingtons                      | 3:17    |  |

| Lado C |                                                       |                                               |                    |         |  |
| N.º    | Título                                                | Compositor(es)                                | Produtor(es)       | Duração |  |
| 1.     | "Start Without You" (com participação de Laza Morgan) | Khayat Kotecha Julian Bunetta Kristian Lundin | RedOne             | 3:33    |  |
| 2.     | "You Broke My Heart"                                  | Booker Scarlett Lott                          | Booker             | 3:37    |  |
| 3.     | "Bury Me (6 Feet Under)"                              | Ceon Ofstad Martin Hermansen                  | Element            | 3:33    |  |
| 4.     | "It's Over"                                           | Smith Eriksen Hermansen                       | StarGate Ne-Yo [A] | 3:53    |  |
| 5.     | "Gotta Go"                                            | Manahan Crichlow Kotecha Wilkins              | Wilkins Step       | 4:00    |  |

| Lado D |                   |                        |                |         |  |
| N.º    | Título            | Compositor(es)         | Produtor(es)   | Duração |  |
| 1.     | "Dangerous"       | Ceon Ofstad Martin     | Element        | 3:14    |  |
| 2.     | "They Don't Know" | Seals Fauntleroy II    | Kennedy        | 3:13    |  |
| 3.     | "Before the Rain" | Steve Mac Ina Wroldsen | Mac            | 3:33    |  |
| 4.     | "Hallelujah"      | Cohen                  | Quiz & Larossi | 3:37    |  |

Notas
- ↑[A]  denota um co-produtor
- "What Happens on the Dancefloor" não foi inclusa no lançamento em disco de vinil.

## Créditos e pessoal
Os créditos seguintes foram adaptados do encarte do álbum.
Locais de gravação
| - Roc The Mic Studios, Cidade de Nova Iorque, Estados Unidos - Henson Recording Studios, Los Angeles, Estados Unidos - Homesite 13, Novato, Estados Unidos - Elementary Studios, Oslo, Noruega | - Subzero Studios, Santa Monica, Estados Unidos - Cake Studios, Londres, Inglaterra - Westlake Studios, Los Angeles, Estados Unidos - The Studio, Filadélfia, Pensilvânia | - The QuizLarossi Studio, Estocolmo, Suécia - Metropolis Studios, Londres, Reino Unido - Angel Studios, Londres, Reino Unido - Studios 301, Estocolmo, Suécia |

| Locais de mistura - Larrabee Sound Studios, Los Angeles, Estados Unidos - Soapbox Studios, Atlanta, Geórgia - The QuizLarossi Studio, Estocolmo, Suécia | - Angel Studios, Londres, Reino Unido - Metropolis Studios, Londres, Reino Unido | Locais de engenharia - Henson Recording Studios, Los Angeles, Estados Unidos |

Pessoal
- Vocais principais: Alexandra Burke
- Vocais adicionais: Flo Rida · Ne-Yo
- Vocais de apoio: Alexandra Burke · Andrea Martin · Lauren Evans · Marianne Pentha · Rikke Norman · Ravaughn Brown · RedOne · Rita Orr · Savan Kotecha · Sarah Ozelle · Sam Watters · Tamyra Gray
- Produção: The Phantom Boyz · Alexander James (vocais) · Busbee (vocais) · StarGate · Philip Lawrence (vocais e adicionais) · RedOne · Jim Jonsin · Louis Biancaniello · Rico Love · Sam Watters · Element · Steve Booker · Wayne Wilkins · Chase & Status (co-produção) · Brian Kennedy · James Fauntleroy II · Quiz & Larossi
- Co-produção: Ne-Yo · Step (28) · Chase & Status
- Engenharia: Carlos Oyanedel (adicional) · Damien Lewis (adicional) · Martin Cooke · Rob Marks (adicional) · Jon Kelly · Mikkel Eriksen · RedOne · Rob Kinelski (vocais de Alexandra Burke) · Neil Tucker (vocais) · Markus Wibom (assistente) · Rick Friedrich (assistente de cordas) · Jeff Chestek (cordas) · Ian Agate (cordas)
- Mistura: Manny Marroquin · Phil Tan · Robert Orton · Steve Booker · Jon Kelly · Quiz & Larossi
- Assistentes de mistura: Christian Plata · Erik Madrid · Josh Houghkirk
- Instrumentação: Mikkel S. Eriksen (todos) · Tor Erik Hermansen (todos) · Hitesh Ceon (todos) · Kim Ofstad (todos) · RedOne (todos) · Wayne Wilkins (teclado e programação) · Jim Jonsin (teclado e programação) · Louis Biancaniello (teclado e programação) · Steve Booker (baixo, teclado e programação) · Brian Kennedy (todos) · Andreas Quiz Romdhane (Programação e Outros Instrumentos) · Josef Larossi (programação e outros instrumentos)
- Arranjo: Eric Arvinder (cordas) · RedOne (vocais) · Simon Hale (cordas) · Larry Gold (cordas) · Lawrence Johnson (coro) · Ulf Janson & Henrik Janson (cordas e condução)
- Edição de vocais: Johnny Severin · RedOne
- Guitarra: Johnny Severin (Adicional) · Esbjörn Öhrwall
- Cordas: Stockholm Session Orchestra · Millennia Strings
- Saxofone: Simon Willescroft
- Trombone: Dave Williamson
- Trompete: Dan Carpenter
- Violino: Kate Robinson · Natalia Bonner · Richard George · Warren Zielinski · Charles H. Parker, Jr. · Eliza Cho · Emma Kummrow · Gregory Teperman · Igor Szwec · Luigi Mazzocchi · Michelle Bishop · Olga Konopelsky
- Viola: John Metcalfe · Davis Barnett · Peter Nocella
- Violoncelo: Chris Worsey · Glenn Fischbach · James J. Cooper III
- Gestão: Danny D · Tim Blacksmith
- Composição: Alexander James · Busbee · Larry Summerville Jr. · Lauren Evans · Melvin K. Watson Jr. · Tramar Dillard · M. S. Eriksen · S. Smith · T. E. Hermansen · Bilal "The Chef" Hajji · RedOne · Savan Kotecha · James Scheffer · Samuel Watters · A. Martin · H. Ceon · K. Ofstad · Martin Kierszenbaum · Andre Merritt · Herbie Crichlow · Aeon "Step" Manahan · S. Milton · W. Kennard · Niara Scarlett · Pixie Lott · Steve Booker · Leonard Cohen
- Fotografia: Miguel Reveriego
- Relações Públicas: Alexander Patrick Mullen

## Desempenho nas tabelas musicais
No Reino Unido, Overcome vendeu 132 065 unidades ao longo da sua semana de lançamento, garantindo-lhe uma estreia no primeiro lugar. Esta foi a maior estreia de um álbum lançado por uma artista feminina em 2009, ficando apenas atrás dos lançamentos de Susan Boyle e Leona Lewis. No total, o disco permaneceu na tabela de álbuns por sessenta semanas e foi o 22.º álbum mais vendido de 2009 e o 43.º de 2010. Após mover mais de 600 mil cópias no país, recebeu o certificado de disco de platina por duas vezes pela BPI. Até Novembro de 2015, Overcome já havia vendido 821 189 unidades no Reino Unido.
Na Irlanda, o projeto estreou no segundo lugar, atrás de Crazy Love (2009), quarto álbum de Michael Bublé, recebendo o certificado de disco de platina por duas vezes após ultrapassar as 30 mil unidades comercializadas. Noutros lugares da Europa, Overcome alcançou sucesso moderado, estreando nos quarenta melhores postos na Grécia, e entre os cem melhores na Suíça, Alemanha e Polónia.
Ao redor do mundo, Overcome atingiu o 25.º lugar na tabela de música urbana da Austrália e a 46.ª da tabela de álbuns do Japão. Na Coreia do Sul, o álbum ficou em 36.º lugar na tabela internacional de álbuns, com a edição deluxe alcançando a 48.ª posição.
Até à data, o álbum já vendeu mais de um milhão de cópias em todo o mundo.
| País — Tabela musical (2009-10)                             | Posição de pico |
| ----------------------------------------------------------- | --------------- |
| Austrália — Top 40 Urban Albums (ARIA)                      | 25              |
| Áustria — Ö3 Austria Top 40                                 | 54              |
| Bélgica (Flandres) — Ultratop 200 Albums                    | 73              |
| União Europeia — Top 100 Albums (Billboard)                 | 7               |
| Países Baixos — Album Top 100 (MegaCharts)                  | 61              |
| Alemanha — Offizielle Top 100 (GfK)                         | 60              |
| Grécia — Top 50 Albums (ΕΕΠΗ)                               | 20              |
| Irlanda — Top 50 Albums (IRMA)                              | 2               |
| Japão — Oricon Albums Chart                                 | 46              |
| Polónia — Oficjalna Lista Sprzedaży (ZIPAV)                 | 79              |
| Escócia — Top 100 Albums (OCC)                              | 1               |
| Coreia do Sul — International Albums (Circle)               | 36              |
| Coreia do Sul — International Albums (Circle) Edição Deluxe | 48              |
| Suíça — Albums Top 100 (Schweizer Hitparade)                | 54              |
| Reino Unido — Top 100 Albums (OCC)                          | 1               |

| País (2009)                        | Posição |
| ---------------------------------- | ------- |
| Reino Unido — Top 100 Albums (OCC) | 22      |

| País (2010)                        | Posição |
| ---------------------------------- | ------- |
| Irlanda — Top 50 Albums IRMA       | 50      |
| Reino Unido — Top 100 Albums (OCC) | 43      |

| Região — Associação (Vendas) | Certificação |
| ---------------------------- | ------------ |
| Irlanda — IRMA (30 mil)      | 2× Platina   |
| Reino Unido — BPI (821 189)  | 2× Platina   |